# Paul Barguet
Paul Barguet   (Montbéliard, 8 de setembre de 1915 - Dacs, 1 de febrer de 2012) fou un egiptòleg francès.
Doctor en lletres i encarregat de missió al CNRS, va treballar per a l'FAO de 1948 a 1952, i després fou director científic del Centre franco-egipci d'estudi dels temples de Karnak, on fou reemplaçat el 1978 per Jean-Claude Goyon.
Va ser conservador al Departament d'Antiguitats Egípcies del Museu del Louvre i professor d'epigrafia egípcia a l'Escola del Louvre. A continuació fou director de l'Institut d'Egiptologia de la Universitat Lió II, on el succeí el 1981 Jean-Claude Goyon, a qui feu marmessor el 1993 i a qui confia les seves memòries. Paul Barguet va morir l'1 de febrer de 2012.

## Distincions
- Officier des Palmes Académiques

## Publicacions
- La Stèle de la famine à Séhel.  Le Caire: Impremta de lInstitut français d'archéologie orientale, 1943.
- Les Textes des sarcophages égyptiens du Moyen Empire.  París: Édition du Cerf, 1986 (Littérature Ancienne du Proche-Orient). ISBN 9782204023320.
- Le Livre des morts des anciens égyptiens.  París: Édition du Cerf, 1967 (Littérature Ancienne du Proche-Orient). ISBN 9782204013543.
- Le temple d'Amon-Re à Karnak.  Le Caire: IFAO, 2007. ISBN 272470424X.
- Aspect de la pensée religieuse de l'Égypte ancienne.  Fuveau: Maison de Vie, 2001 (Égypte ancienne). ISBN 9782909816388.